# Schnellfahrstrecke Shanghai–Wuhan–Chengdu
| |                      |                       |                       |
| Streckenlänge: | 2078 km              |                       |                       |
| Spurweite: | 1435 mm (Normalspur) |                       |                       |
| Stromsystem: | 25 kV / 50 Hz ~      |                       |                       |
| Streckengeschwindigkeit: | 250 km/h             |                       |                       |
| Zweigleisigkeit: | durchgehend          |                       |                       |
| |                      |                       |                       |
| \| \| 0 \| Shanghai-Hongqiao \| Shanghai-Hongqiao \| \| \| 301 \| Nanjing Süd \| Nanjing Süd \| \| \| 457 \| Hefei \| Hefei \| \| \| 819 \| Wuhan \| Wuhan \| \| \| 1202 \| Yichang \| Yichang \| \| \| 1477 \| Lichuan \| Lichuan \| \| \| \| nach Wanzhou \| \| \| \| 1741 \| Shapingba (Chongqing) \| Shapingba (Chongqing) \| \| \| \| \| \| \| \| \| nach Danzhou \| \| \| \| 1873 \| Suining \| Suining \| \| \| \| \| \| \| \| 2021 \| Chengdu Ost \| Chengdu Ost \| |                      |                       |                       |
| Bahnhof | 0                    | Shanghai-Hongqiao     | Shanghai-Hongqiao     |
| Bahnhof | 301                  | Nanjing Süd           | Nanjing Süd           |
| Bahnhof | 457                  | Hefei                 | Hefei                 |
| Bahnhof | 819                  | Wuhan                 | Wuhan                 |
| Bahnhof | 1202                 | Yichang               | Yichang               |
| Bahnhof | 1477                 | Lichuan               | Lichuan               |
| Abzweig geradeaus und nach rechts |                      | nach Wanzhou          | nach Wanzhou          |
| Bahnhof | 1741                 | Shapingba (Chongqing) | Shapingba (Chongqing) |
| Verschwenkung nach links und nach rechts |                      |                       |                       |
| Abzweig geradeaus und von rechts · Strecke |                      | nach Danzhou          | nach Danzhou          |
| Bahnhof · Strecke | 1873                 | Suining               | Suining               |
| Verschwenkung von links und von rechts |                      |                       |                       |
| Bahnhof | 2021                 | Chengdu Ost           | Chengdu Ost           |

Die Schnellfahrstrecke Shanghai–Wuhan–Chengdu oder Huhanrong PDL (chinesisch 沪汉蓉快速客运通道, Pinyin Hùhànróng Kuàisù Kèyùn Tōngdào, englisch Huhanrong PDL – „Hù-Hàn-Róng Hochgeschwindigkeitskorridor für Reisezugverkehr, wobei die Abkürzungen Hu für Shanghai, Han für Wuhan und Rong für Hibiskusstadt, den Nicknamen von Chengdu, stehen – im Englischen wird Hochgeschwindigkeitskorridor für Reisezugverkehr mit Passenger Dedicated Line, abgekürzt PDL übersetzt.“) ist eine von Ost nach West verlaufende fertiggestellte Schnellfahrstrecke in China, welche die ostchinesischen Hafenstadt Shanghai mit den Städten Wuhan und Chengdu im Landesinnern verbindet. Weitere große Städte an der Verbindung sind Nanjing, Hefei und Chongqing.
Die 2.078 Kilometer lange Strecke ist die längste der vier im Eisenbahnnetz-Entwicklungsplan von 2004 vorgeschlagenen Ost-West-Korridore. Sie wird bei Fertigstellung fast doppelt so lang sein, als die zuvor eröffnete Schnellfahrstrecke Peking–Shanghai, lässt sich aber bis auf die Abschnitte Shanghai–Nanjing und die Städteverbindung Chengdu–Chongqing nur mit Geschwindigkeiten von 200 km/h bis 250 km/h befahren. Neben Hochgeschwindigkeitszügen wird die Strecke auch von Reisezügen und Güterzügen genutzt. Ende 2013 war die ganze Strecke fertiggestellt, 2015 eröffnete die direkte Verbindung Chongqing–Chengdu.
Die schnellsten Züge benötigten 2022 für die ganze Strecke etwas mehr als 14 Stunden, allerdings führt die schnellste Verbindung zwischen Shanghai und Chengdu nicht über die beschriebene Strecke, sondern über Xuzhou–Zhengzhou–Xi’an nach Chengdu. Auf dieser Strecke erreichen die Züge bereits nach 11 Stunden ihr Ziel, was gegenüber der Reisezeit vor dem Bau der Schnellfahrstrecken eine Einsparung von über zwanzig Stunden bedeutet. 

## Streckenbeschreibung
Die Strecke gliedert sich in die sieben Abschnitte, die in der Tabelle unten dargestellt sind. Die Abschnitte sind in der Reihenfolge aufgeführt, wie sie von Shanghai über Wuhan nach Chengdu nach Eröffnung der gesamten Strecke befahren werden. Am Schluss folgen noch die Angaben zur Chengyu PDL.
| Status     | Strecke                                | Vmax     | Länge  | Baubeginn          | Inbetriebnahme    |
| ---------- | -------------------------------------- | -------- | ------ | ------------------ | ----------------- |
| In Betrieb | Shanghai–Nanjing Huning Intercity Line | 350 km/h | 301 km | 1. Juli 2008       | 1. Juli 2010      |
| In Betrieb | Nanjing–Hefei Hening Eisenbahn         | 250 km/h | 166 km | 11. Juni 2005      | 18. April 2008    |
| In Betrieb | Hefei–Wuhan Hewu Eisenbahn             | 250 km/h | 351 km | 1. August 2005     | 1. April 2009     |
| In Betrieb | Wuhan–Yichang Hanyi Eisenbahn          | 200 km/h | 293 km | 17. September 2008 | 1. Juli 2012      |
| In Betrieb | Yichang–Lichuan Yiwan Eisenbahn        | 160 km/h | 377 km | 1. Dezember 2003   | 22. Dezember 2010 |
| In Betrieb | Lichuan–Chongqing Yuli Eisenbahn       | 200 km/h | 264 km | 29. Dezember 2008  | 28. Dezember 2013 |
| In Betrieb | Chongqing–Suining Suiyu Eisenbahn      | 200 km/h | 128 km | 25. Februar 2003   | 1. April 2006     |
| In Betrieb | Suining–Chengdu Dacheng Eisenbahn      | 200 km/h | 148 km | Juni 2005          | 30. Juni 2009     |
| In Betrieb | Chongqing–Chengdu Chengyu PDL          | 200 km/h | 307 km | Januar 2009        | 26. Dezember 2015 |

Im Nachfolgenden sind die einzeln Bahnen beschrieben. Da in der Bezeichnung der Bahnen der Name der größeren Stadt zuerst genannt wird, kann es sein, dass die Bezeichnung entgegengesetzt der Richtung Shanghai–Wuhan–Chengdu ist.

### Shanghai–Nanjing
Auf dem Abschnitt Shanghai–Nanjing hat die Schnellfahrstrecke Shanghai–Wuhan–Chengdu keine eigenen Gleise. Die Hochgeschwindigkeitszüge benutzen entweder die Gleise der Huning Intercity Line oder der Schnellfahrstrecke Peking–Shanghai, Güterzüge und Reisezüge benutzen die Strecke der Jinghu Railway.

### Hefei–Nanjing (Hening PDL)
Die 166 Kilometer lange Hening PDL (chinesisch 合宁客运专线, Pinyin Hé-Níng Tiělù – „He–Ning Reisezuglinie, wobei die Abkürzung He für Hefei und Ning für Nanjing stehen“) verbindet Hefei mit Nanjing. Baubeginn war im Juli 2005 und die Eröffnung für den Güterverkehr am 18. April 2008 und am 1. August 2008 für den Hochgeschwindigkeitsverkehr. Die Baukosten betrugen 43.1 Milliarden ¥ (5,49 Milliarden €). Die Strecke ist für eine Höchstgeschwindigkeit von 250 km/h gebaut, bei Testfahrten wurden aber der damalige Chinesische Geschwindigkeiten von 282 km/h aufgestellt. Die Strecke ist die erste, welche mit ETCS-Level 2 Zugsicherung ausgerüstet wurde und über eine Hochgeschwindigkeits-Fahrleitung nach einer in China entwickelte Bauart verfügte.
Dreißig Kilometer vor Nanjing überquert die Strecke zusammen mit der Schnellfahrstrecke Peking–Shanghai auf der Dashengguan-Brücke den Jangtse. Die Strecken verlaufen von der Brücke bis zum Bahnhof Nanjing Süd parallel.

### Hefei–Wuhan (Hewu Eisenbahn)
Der Name der Hewu Eisenbahn (chinesisch 合武铁路, Pinyin Hé-Wǔ tiělù – „He–Ning Eisenbahn“) leitet sich aus den Kürzel für Hefei(合, Hé) und Wuhan (武, Wǔ) ab. Der Bau der 356 km langen Strecke begann im September 2005, die Eröffnung für den Güterverkehr war am 31. Dezember 2008, für den Hochgeschwindigkeitsverkehr am 1. April 2009.

### Wuhan–Yichang (Hanyi Eisenbahn)
Der Name der Hanyi Eisenbahn (chinesisch 汉宜铁路, Pinyin Hàn-Yi Tiělù – „Han-Yi Eisenbahn“) leitet sich aus den Kürzel für Hankou (汉, Hàn) – einem Stadtteil von Wuhan und Yichang (宜, Yí) ab. Die Bahn wird deshalb auch Hankou-Yichang Eisenbahn genannt.
Der Bau der 291 km langen Strecke begann am 17. September 2008, die Eröffnung war für Mai 2012 vorgesehen, verzögerte sich aber weil am 9. März 2012 ein ungefähr dreihundert Meter langes Teilstück der aufgeständerten Strecke einstürzte. Der Einsturz war vermutlich auf Setzungen nach starken Regenfällen zurückzuführen. Die Eröffnung fand am 1. Juli 2012 statt.

### (Whanzou–)Yichang–Lichuan (Yiwan Eisenbahn, Whanzou Eisenbahn)
Die Verbindung Yichang–Lichuan ist ein Teilstück der Yiwan Eisenbahn (chinesisch 宜万铁路, Pinyin Yí-Wàn Tiělù – „Yi–Wan Eisenbahn“). welche von Yichang über Lichuan nach Wanzhou führt. Der Name Yiwan Eisenbahn leitet sich aus den Kürzel für Yichang(宜, Yí) und Whanzou(万, Wàn) ab. Die Strecke wird auch Wanzhou Eisenbahn genannt.
Der Bau begann am 1. Dezember 2003, eine Teileröffnung fand am 22. Dezember 2010 statt, am 11. Januar 2011 wurde der volle Betrieb aufgenommen. Der Bau kostete 22.57 Milliarden ¥ (2,87 Milliarden €).
Die Yiwan Eisenbahn ist 377 km lang und führt durch sehr schwieriges Gelände. Sie weist 253 Brücken und 159 Tunnel auf, die zusammen 278 km lang sind, so dass 73 % der Strecke auf Kunstbauten verläuft. Von den Tunnel liegen 34 Stück in geologisch schwierigem Karstgebiet. Auf Grund der Topographie ist die Höchstgeschwindigkeit auf 160 km/h begrenzt.
Das erste Projekt für eine Bahn zwischen Yichang und Whanzou stammt von 1909. Der Bau wurde aber immer wieder aufgegeben auf Grund von technischen Schwierigkeiten.

### Chongqing–Lichuan (Yuli Eisenbahn)
Für die 264 Kilometer lange Verbindung von Lichuan nach Chongqing ist seit 2008 die Chongqing-Lichuan Eisenbahn oder Yuli Eisenbahn im Bau. Der Name Yuli Eisenbahn (chinesisch 渝利铁路, Pinyin Yú-Lì tiělù – „Yu–Li Eisenbahn“) leitet sich aus Yu(渝), dem alten Namen für Chongqing, und Li(利), dem Kürzel für Lichuan ab. Die Strecke ist für 200 km/h ausgelegt und wurde am 28. Dezember 2013 eröffnet.
Die Strecke weist mehrere hohe Brücken auf. Dazu gehört die Caijiagou Railway Bridge, welche eine der größten der Welt ist. Die Brücke ist 2050 Meter lang und weist 41 bis zu 139 Meter hohe Pfeiler auf. sie gehört zu den zehn höchsten Eisenbahnbrücken der Welt. Östlich an diese Brücke schließt sich ein zwei Kilometer langer Tunnel an, darauf folgt eine weitere 2550 Meter lange Brücke, die aber etwas weniger hoch ist.

### Chengdu-Chongqing
Die Verbindung Chengdu-Chongqing wird von der Chongqing Eisenbahn, welche in Suining von der Dacheng Eisenbahn abzweigt, erstellt. Eine kürzere direkte Verbindung, die Chengdu–Chongqing Intercity Eisenbahn ist im Bau.

#### Chongqing Eisenbahn
Die 128 km lange Chongqing Eisenbahn oder Suiyu Eisenbahn (chinesisch 遂渝铁路, Pinyin Sùi-Yú Tiělù – „Sui–Yu Eisenbahn, wobei die Abkürzung Sui für Suining und Yu den alten Namen von Chongqing ist“) verbindet die Station Suining an der Dacheng Eisenbahn mit Chongqing. Baubeginn der Strecke war 23. Februar 2003, Eröffnung am 1. April 2006. Es handelte sich um die erste Strecke im Westen von China, die für den Hochgeschwindigkeitsverkehr mit 200 km/h freigegeben wurde.

#### Dacheng Eisenbahn
Die 368 km lange Dacheng Eisenbahn (chinesisch 达成铁路, Pinyin Dá-Chén Tiělù – „Da–Chen Eisenbahn, wobei die Abkürzung Da für Dazhou und Chen für Chengdu stehen“) verbindet die Hauptstadt der Provinz Sichuan mit der Dazhou im Nordosten der Provinz. Das Teilstück Chengdu-Suining gehört zur Schnellfahrstrecke Shanghai–Wuhan–Chengdu.
Im Juni 1992 wurde mit dem Bau der ersten Eisenbahnstrecke zwischen Dazhou und Chengdu begonnen, welche am 25. Dezember 1997 dem Betrieb übergeben wurde. Diese Strecke folgte weitgehend dem Terrain, hatte viele Kurven und ließ deshalb nur eine Höchstgeschwindigkeit von 80 km/h zu.
Um die Transportleistung der Dacheng Eisenbahn zu Erhöhen wurde von Juni 2005 bis Juli 2009 die Strecke für 11 Milliarden ¥ (1,4 Milliarden €) ausgebaut und elektrifiziert. Im Teil östlich der Station Suining wurde ein zweites Gleis für 160 km/h gelegt, westlichen der Station Suining erfolgte der Ausbau auf vier Gleise, wobei zwei dGleise ausschließlich den Reisezügen vorbehalten sind und mit 200 km/h befahren werden können.

### Chengdu–Chongqing HGV (Chengyu PDL)
Die 308 km lange Chengdu–Chongqing Hochgeschwindigkeitsstrecke oder Chengyu PDL (chinesisch 成渝铁路客运专线, Pinyin Chén-Yú Tiělù – „Chen–Yu Reisezuglinie, wobei die Abkürzung Chen für Chengdu und Yu den alten Namen von Chongqing ist“) wird die Provinzhauptstadt von Sichuan mit Chongqing, eine der größten Städte Chinas, verbinden. Die Strecke ist seit 22. März 2009 im Bau, ist für 350 km/h ausgelegten und soll 39.89 Milliarden ¥ (5,08 Milliarden €) kosten. Die Eröffnung fand Ende 2015 statt.